# Пітер Маккей
Пітер Гордон Маккей (англ. Peter Gordon MacKay; нар. 27 вересня 1965, Нью-Глазго, Нова Шотландія) — канадський політик. У 1997 році він був вперше обраний до парламенту. Міністр закордонних справ (6 лютого 2006 — 14 серпня 2007), Міністр економічного розвитку Атлантичного узбережжя Канади (6 лютого 2006 — 19 січня 2010), Міністр національної оборони (14 серпня 2007 — 15 липня 2013), Міністр юстиції Канади з 13 липня 2013.
Він був останнім главою Прогресивно-консервативної партії Канади (ПК). У грудні 2003 року підтримав об'єднання партії з Канадським союзом для утворення нової Консервативної партії Канади.